# Parlamentswahl in Bangladesch 2008
Die Parlamentswahl in Bangladesch 2008 war die 9. Parlamentswahl seit der Unabhängigkeit Bangladeschs und fand am 29. Dezember 2008 statt. Die Wahl hätte turnusgemäß bereits zwei Jahre früher stattfinden sollen. Nachdem die Regierung von den Oppositionsparteien beschuldigt worden war, das Wahlergebnis manipulieren zu wollen, kam es zu gewalttätigen Auseinandersetzungen und der Wahltermin wurde abgesagt. Der Ausnahmezustand wurde verhängt und eine von den Streitkräften unterstützte Interimsregierung übernahm für zwei Jahre die Regierung. Bei der Wahl erlangte die bislang in der Opposition befindliche Awami-Liga eine Zweidrittelmehrheit der Parlamentsmandate. Nach der Wahl wurde die Parteivorsitzende der Awami-Liga Hasina Wajed am 6. Januar 2009 als neue Premierministerin vereidigt. Sie hatte dieses Amt bereits von 1996 bis 2001 innegehabt.
Die Wahl wurde durch zahlreiche nationale und internationale Wahlbeobachter überwacht und verlief geordnet und weitgehend friedlich.

## Vorgeschichte
Die vorangegangene Wahl im Jahr 2001 war durch die Bangladesh Nationalist Party (BNP) im Wahlbündnis mit der islamistischen Jamaat-e-Islami und weiteren kleineren Parteien gewonnen worden. Die Vorsitzende der BNP, Khaleda Zia wurde anschließend Premierministerin einer Koalitionsregierung. Von internationalen Wahlbeobachtern wurde die Wahl 2001 als hinreichend frei, fair und gewaltfrei beurteilt. Aufgrund der polarisierten Parteienlandschaft in Bangladesch, die auch stark durch persönliche Feindschaften zwischen Parteiführern gekennzeichnet ist, nahm die bei der Wahl unterlegene Awami-Liga eine Haltung der Totalopposition ein, bezweifelte die Rechtmäßigkeit der Wahl und verweigerte sich nahezu während der gesamten Legislaturperiode einem konstruktiven politischen Dialog mit der Regierung.
Im Oktober 2005, drei Monate vor dem anvisierten Wahltermin trat die von Zia geführte Regierung zurück und übergab die Regierungsgeschäfte an eine Treuhänder-Regierung (caretaker government). Dies war so durch die bangladeschische Verfassung seit 1996 vorgeschrieben, mit dem Zweck, damit Wahlmanipulationen durch die amtierende Regierung zu verhindern. Nach der ursprünglichen Verfassungsregelung von 1996 hätte der Staatspräsident von Bangladesch den letzten, aus Altersgründen ausgeschiedenen Vorsitzenden Richter des Obersten Gerichts von Bangladesch als geschäftsführenden Regierungschef der Treuhänder-Regierung ernennen müssen. Die BNP-Regierung änderte diesen Verfassungsgrundsatz mit ihrer Zweidrittelmehrheit im Parlament im Jahr 2005 dahingehend, dass sie das Rentenalter für Richter von 65 auf 67 Jahre heraufsetzte. Die Opposition mutmaßte, dass mit diesem Schritt der Richter K. M. Hasan, der Wunschkandidat der BNP, in das Amt des Regierungschefs bugsiert werden sollte. Als Staatspräsident Iajuddin Ahmed Hasan im Oktober 2005 das Amt des Regierungschefs der einzusetzenden Treuhänderregierung antrug, kam es zu gewalttätigen Protesten der Opposition, die mehr als 25 Todesopfer forderten. Hasan verzichtete daraufhin freiwillig auf das Amt. Nach dem Verzicht Hasans hätte der Staatspräsident laut Verfassung noch weitere spezifizierte Amtspersonen um eine Amtsübernahme bitten müssen. Dies fand jedoch nicht statt und Präsident Ahmed setzte sich am 31. Oktober 2005 selbst als Regierungschef der Treuhänder-Regierung ein, eine Maßnahme, die laut Verfassung eigentlich erst als letzte Möglichkeit vorgesehen war.

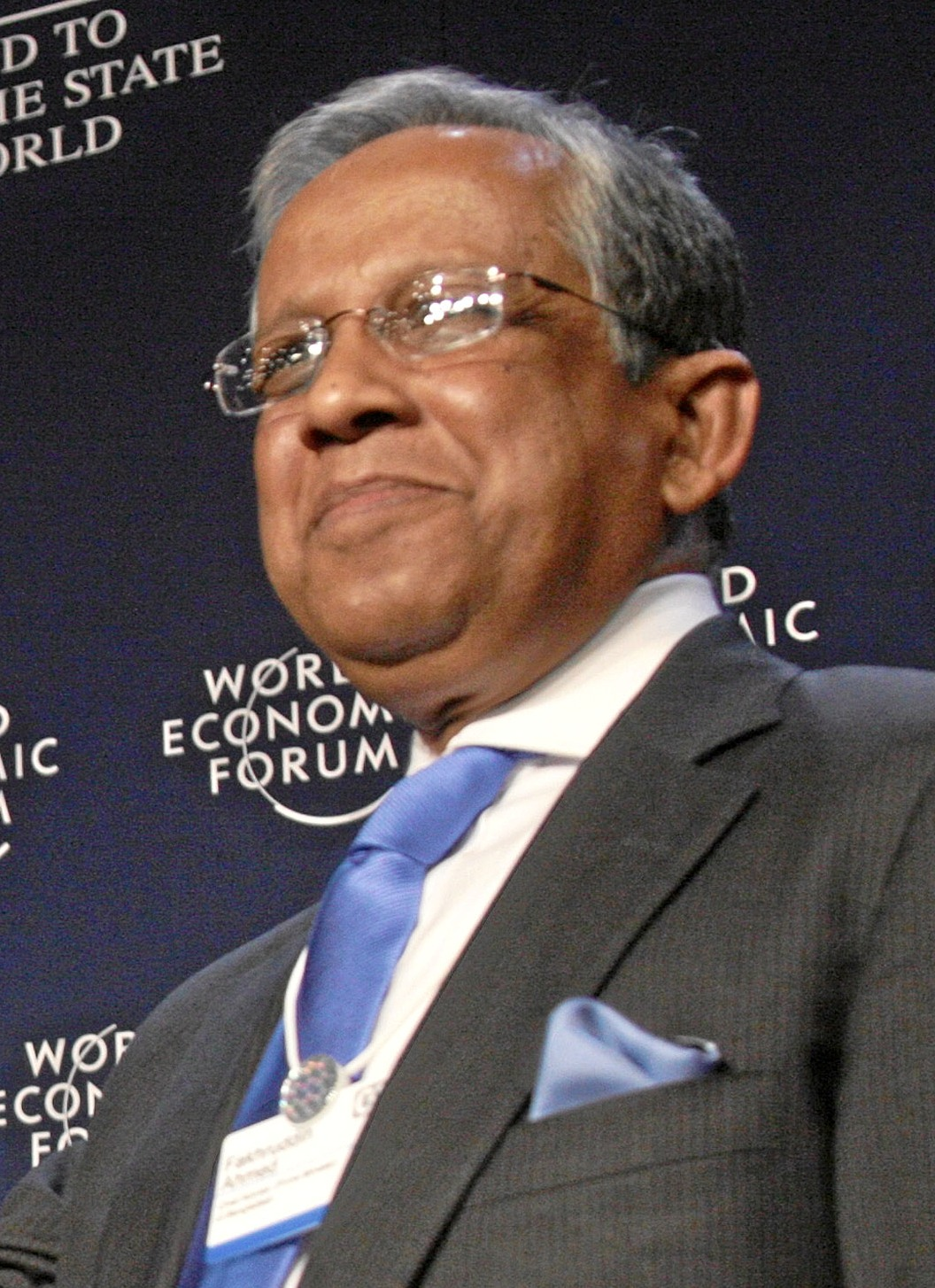
Fakhruddin Ahmed, Regierungschef der Übergangsregierung Januar 2007 bis Dezember 2008

Für die Awami-Liga und ihre Verbündeten war Ahmed, der 2002 durch die BNP-Regierung gewählt worden war, noch weniger unparteiisch als Hasan. Die Awami-Liga rief am 3. Januar 2007 offen zum Wahlboykott auf und forderte eine Verschiebung des Wahltermins. Massive Gewalttätigkeiten zwischen Anhängern der Regierung und der Opposition waren damit zu befürchten. Auf Druck der bangladeschischen Militärführung verhängte Präsident Iajuddin Ahmed daher am 11. Januar 2009 den Ausnahmezustand über das Land, proklamierte eine Verschiebung des Wahltermins und erklärte gleichzeitig seinen Rücktritt als Vorsitzender der Treuhänder-Regierung. Sein Nachfolger als Regierungschef der Treuhänder-Regierung wurde der weithin respektierte frühere Direktor der Zentralbank von Bangladesch, Fakhruddin Ahmed, der die Unterstützung des Militärs genoss. Vom Ausland aus wurden die Ereignisse teilweise als „verdeckter Militärcoup“ angesehen. Die neue Regierung verbot zunächst politische Massenveranstaltungen und reglementierte Presse und Rundfunk. Sie verkündete ein ambitioniertes Programm von politischen Reformen, das sich schwerpunktmäßig vor allem gegen die grassierende Korruption richtete. Verschiedene Institutionen, wie die Wahlkommission, die Anti-Korruptions-Kommission und die Kommission für den Öffentlichen Dienst wurden neu aufgerichtet bzw. reformiert. Im Jahr 2007 wurden zahlreiche Politiker, darunter auch die Führerinnen der beiden großen politischen Parteien BNP und Awami-Liga, Zia und Hasina der Korruption angeklagt und für mehrere Monate in Haft genommen.

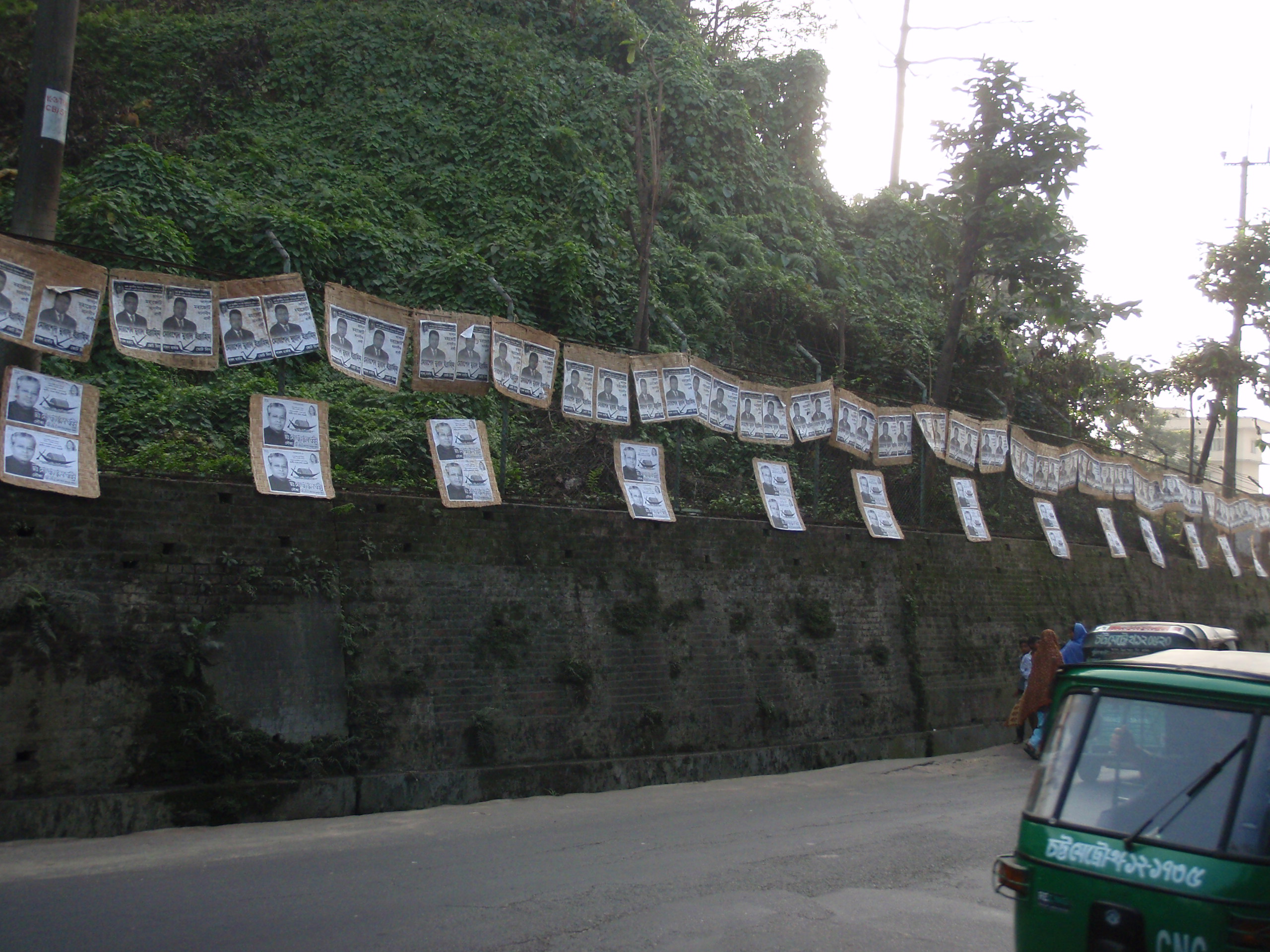
Wahlplakate in Chittagong

Die Politik der Übergangsregierung genoss anfänglich große Unterstützung in der bangladeschischen Öffentlichkeit. Die Anti-Korruptions-Untersuchungen verliefen jedoch größtenteils im Sande und viele inhaftierte Angeklagte kamen wieder ohne Gerichtsverfahren frei. Ab dem Herbst 2008 begann die Regierung Vorbereitungen für eine neue Parlamentswahl zu treffen. Besondere Bedeutung bei der Wahl kam der bangladeschischen Wahlkommission zu, deren Arbeit und weitestgehende Unparteilichkeit von fast allen Seiten gelobt und als ein Fortschritt im Vergleich zu vergangenen Wahlen gesehen wurde. Die Wählerverzeichnisse wurden zum ersten Mal in der Geschichte des Landes in digitaler Form erstellt. Die Wahl selbst wurde unter anderem durch 60 internationale Wahlbeobachter des National Democratic Institute for International Affairs und durch mehr als 181.000 lokale Wahlbeobachter vor Ort überwacht. Nach übereinstimmenden Aussagen verlief die Vor-Wahlzeit und die eigentliche Wahl bemerkenswert friedlich und geordnet.

## Wahlsystem
Das Parlament Bangladeschs zählte 345 Abgeordnete. 300 Abgeordnete wurden nach dem einfachen Mehrheitswahlrecht in ebenso vielen Ein-Personen-Wahlkreisen gewählt. Kurz vor der jetzigen Wahl erfolgte eine Neueinteilung der Wahlkreise entsprechend den geänderten Bevölkerungsverhältnissen. 45 weitere Abgeordnetensitze waren für Frauen reserviert, die durch die gewählten Abgeordneten entsprechend dem Stimmenanteilen der Parteien gewählt werden.

## Ergebnisse
Wahlberechtigt waren 81.058.698 registrierte Wähler. Bei der Wahl bewarben sich 32 registrierte politische Parteien und die Wahl fand in 35.216 Wahllokalen statt. Das offizielle Wahlergebnis wurde am 1. Januar 2009 durch die Wahlkommission von Bangladesch (Election Commission Bangladesh) bekanntgegeben. Am 12. Januar 2009 wurde noch die verschobene Wahl im Wahlkreis Noakhali-1 nachgeholt, die vom Kandidaten der BNP gewonnen wurde. Die Wahlbeteiligung lag nach offiziellen Angaben bei 87 % und damit deutlich über der vorangegangener Wahlen. Von auswärtigen Wahlbeobachtern und von der Bevölkerung wurde der Ablauf der Wahl als geordnet, friedlich und regelhaft beschrieben.

### Landesweites Ergebnis
| Allianz                                                                           | Partei                       | Stimmen    | %       | Sitze | +/-  |
| --------------------------------------------------------------------------------- | ---------------------------- | ---------- | ------- | ----- | ---- |
| Große Allianz                                                                     | Awami-Liga                   | 33.887.451 | 49,0 %  | 230   | +168 |
| Große Allianz                                                                     | Jatiya Party                 | 4.867.377  | 7,0 %   | 27    | +16  |
| Große Allianz                                                                     | Jatiya Samajtantrik Dal      | 429.773    | 0,6 %   | 3     | +2   |
| Große Allianz                                                                     | Workers Party of Bangladesh  | 214.440    | 0,3 %   | 2     | +1   |
| Große Allianz                                                                     | Liberaldemokratische Partei  | 161.372    | 0,2 %   | 1     | ±0   |
| Vierparteien-Allianz                                                              | Bangladesh Nationalist Party | 22.963.836 | 33,2 %  | 30    | −163 |
| Vierparteien-Allianz                                                              | Jamaat-e-Islami              | 3.186.384  | 4,6 %   | 2     | −15  |
| Vierparteien-Allianz                                                              | Bangladesh Jatiya Party-BJP  | 95.158     | 0,1 %   | 1     | −4   |
| Vierparteien-Allianz                                                              | Islami Oikya Jote            | –          | –       | –     | –    |
| Unabhängige und andere                                                            | Unabhängige und andere       | 3.366.858  | 4,9 %   | 4     | −2   |
| Gesamt                                                                            | Gesamt                       | 69.172.649 | 99,99 % | 300   | –    |
| Quelle: Webseite der Wahlkommission Bericht der Internationalen Beobachtermission |                              |            |         |       |      |

Auf den Stimmzetteln konnte auch die Option „keine Stimme“ angekreuzt werden. Dies war als Option für Wähler gedacht, ihre Unzufriedenheit mit allen zur Wahl stehenden Kandidaten auszudrücken, ohne einen leeren Stimmzettel abzugeben. Von dieser Option machten aber nur 382.437 Wähler (0,55 %) Gebrauch.

### Gewonnene Wahlkreise nach Divisionen
Die Awami-Liga gewann in jeder der 6 Divisionen Bangladeschs die Mehrheit der Wahlkreise. Das deutlichste Ergebnis erzielte sie in der Division Dhaka, die knappsten Ergebnisse in den Divisionen Chittagong und Rajshahi.
| Division   | Awami-Liga | BNP | Jatiya Party | JSD | Jamaat | BWP | BJP | LDP | Unabhängige | Sitze insgesamt |
| ---------- | ---------- | --- | ------------ | --- | ------ | --- | --- | --- | ----------- | --------------- |
| Barishal   | 16         | 2   | 2            | 0   | 0      | 0   | 1   | 0   | 0           | 21              |
| Chittagong | 32         | 18  | 2            | 2   | 2      | 0   | 0   | 1   | 1           | 58              |
| Dhaka      | 87         | 0   | 5            | 0   | 0      | 1   | 0   | 0   | 1           | 94              |
| Rajshahi   | 48         | 8   | 14           | 0   | 0      | 1   | 0   | 0   | 1           | 72              |
| Khulna     | 30         | 2   | 2            | 1   | 0      | 0   | 0   | 0   | 1           | 36              |
| Sylhet     | 17         | 0   | 2            | 0   | 0      | 0   | 0   | 0   | 0           | 19              |
| Gesamt     | 230        | 30  | 27           | 3   | 2      | 2   | 1   | 1   | 4           | 300             |

### Wahlkreiskarte

Wahlergebnisse in den Wahlkreisen

## Indirekte Wahl von 45 weiblichen Abgeordneten

Zusammensetzung des bangladeschischen Parlaments nach der zusätzlichen indirekten Wahl von zusätzlichen 45 weiblichen Abgeordneten:
Workers Party: 2 Sitze
JSD: 3 Sitze
Awami-Liga: 266 Sitze
LDP: 1 Sitz
Unabhängige: 4 Sitze
BJP: 1 Sitz
Jatiya Party: 31 Sitz
BNP: 35 Sitze
JamI: 2 Sitze

Am 19. März 2009 gab die bangladeschische Wahlkommission die Namen der 45 weiblichen Abgeordneten bekannt, die durch die Parteien entsprechend ihrer anteiligen Vertretung im Parlament nominiert worden waren. Die 45 Abgeordnetensitze verteilten sich wie folgt: Awami-Liga 36, Bangladesh Nationalist Party 5, Jatiya Party 4. Am 29. März 2008 wurden die 45 weiblichen Abgeordneten vereidigt.

## Beurteilung
Die Wahlen verliefen bemerkenswert geordnet und gewaltfrei. Die Wahlbeteiligung war mit 87 % für bangladeschische Verhältnisse sehr hoch. Begünstigt durch das geltende relative Mehrheitswahlrecht gewann die Awami-Liga mit 49,0 % der Stimmen 230 (76,7 %) von 300 Wahlkreisen bzw. Parlamentsmandaten. Zusammen mit den mit ihr verbündeten Parteien verfügte sie damit über eine 4/5-Mehrheit im neuen Parlament. Khaleda Zia, die Parteiführerin der Wahlverliererin BNP erklärte nach Bekanntgabe der Ergebnisse die Wahl für „manipuliert“ und lehnte das Wahlergebnis ab.
Am 6. Januar 2009 wurde die Vorsitzende der Awami-Liga, Hasina Wajed zur neuen Premierministerin von Bangladesch gewählt. Zwei Tage später leisteten auch Khaleda Zia und die anderen gewählten Parlamentarier der BNP den Abgeordneteneid. Für die BNP erklärte Salahuddin Quader Chowdhury, dass die BNP-Abgeordneten an der ersten Parlamentssitzung „um der Demokratie willen, im Interesse des Landes und um den demokratischen Prozess fortzusetzen“ an den Parlamentssitzungen teilnehmen würden.